# Washington (Tyne and Wear)
Washington är en tätort i distriktet Sunderland, i storstadsområdet Tyne and Wear i England, Storbritannien. Washington tillhör staden Sunderland och ligger ungefär 16 km väster om Sunderlands centrum, och ungefär lika långt söder om Newcastles centrum. Vid 2001 års folkräkning hade tätorten 55 454 invånare. Samhället utnämndes till "new town" 1964 och expanderade dramatiskt för att ta hand om befolkningsöverskottet från kringliggande städer. 
Biltillverkaren Nissan har en fabrik i staden.
Både George Washingtons förfäder och Bryan Ferry i Roxy Music kommer från Washington.